# Sicarius dolichocephalus
Sicarius dolichocephalus är en spindelart som beskrevs av Lawrence 1928. Sicarius dolichocephalus ingår i släktet Sicarius och familjen Sicariidae.
Artens utbredningsområde är Namibia. Inga underarter finns listade i Catalogue of Life.